# 哺乳類科学
『哺乳類科学』（ほにゅうるいかがく）は、日本哺乳類学会が発行する和文誌である。1961年にネズミ類研究グループの学術誌として創刊されたのが『哺乳類科学』のはじまりである。1961年以降2011年まで一貫して和文誌としての性格を保ってきた。 英文誌名は 『Mammalian Science』であるが、Abstract（つけた場合のみ）以外の「使用言語は日本語」でなければならない、という投稿規定の制限がある。「哺乳類科学」は哺乳類学に関する論文のみならず、意見や主張をも含んだ原稿を広く掲載する学術誌として現在に至っている。日本哺乳類学会アーカイブズでは、英文・和文混合の「日本哺乳動物學雑誌」が日本哺乳類学会の発行してきた最初の出版物としていたが、その継承前誌として、「哺乳動物談話会」の発行する「日本哺乳動物學報」の存在する（この雑誌は日本哺乳動物学会と改名された後も刊行が続けられ、第22号で廃号された）ことがあきらかにされ、この雑誌が現在の英文誌である「Mammal Study」へと継承されていく歴史が明らかにされた。「日本哺乳動物學報」はJST（科学技術振興機構）のおこなったJournal@rchive事業開始時点ではその存在が知られておらず、2012年8月25日現在でもJSTのデータベースには収納されていない。英文誌Mammal Studyの最新号掲載論文はPier Online､BioOneで購読が可能である。また、メディカルオンラインでは哺乳類科学とMammal Studyの両誌、および日本哺乳類学会大会抄録集の最新号が論文あるいは発表演題ごとに提供されている。